# 580 (tal)
580 är det naturliga heltal som följer 579 och följs av 581.

## Matematiska egenskaper
- 580 är ett jämnt tal.
- 580 är ett sammansatt tal.
- 580 är ett ymnigt tal.
- 580 är ett praktiskt tal.

## Inom vetenskapen
- 580 Selene, en asteroid.